# Offensive Broussilov
Première Guerre mondiale
Batailles
Front d'Europe de l’Est
- Stallupönen (08-1914)
- Gumbinnen (08-1914)
- Tannenberg (08-1914)
- Île d'Odensholm (08-1914)
- Lemberg (08-1914)
- Krasnik (08-1914)
- Komarów (08-1914)
- Lacs de Mazurie (I) (09-1914)
- Przemyśl (09-1914)
- Vistule (09-1914)
- Łódź (11-1914)
- Limanowa (12-1914)
- Bolimov (01-1915)
- Zwinin (02-1915)
- Lacs de Mazurie (II) (02-1915)
- Przasnysz (02-03-1915)
- Schaulen (04-07-1915)
- Gorlice-Tarnów (05-1915)
- Boug (06-08-1915)
- Narew (07-08-1915)
- Novogeorgievsk (08-1915)
- Varsovie (08-1915)
- Sventiany (09-1915)
- Lac Narotch (03-1916)
- Offensive Broussilov (06-1916)
- Offensive de Baranavitchy (07-1916)
- Turtucaia (09-1916)
- Offensive Flămânda (09-1916)
- Argeș (12-1916)
- Offensive Kerenski (07-1917)
- Bataille de Riga (09-1917)
- Opération Albion (09-10-1917)
- Mărășești (08-1917)
- Traité de Brest-Litovsk (03-1918)
- Traité de Brest-Litovsk (03-1918)
- Bakhmatch (03-1918)

Front d'Europe de l’Ouest
Front italien
Front des Balkans
Front du Moyen-Orient
Front africain
Bataille de l'Atlantique
L’offensive Broussilov est le nom de la dernière opération militaire russe d'envergure conduite par le général Alexeï Broussilov en juin 1916. Le 4 juin, les forces russes commandées par le général Broussilov, commandant en chef du front Sud-Ouest, lancent une grande offensive contre les armées allemandes et austro-hongroises en Pologne. Cette offensive, initialement prévue le 15 juin, est avancée pour soulager l'Italie de la pression austro-hongroise, le haut commandement italien ayant demandé l'intervention des Russes. L'attaque russe était prévue pour coïncider avec l'assaut britannique dans la Somme, sur le front occidental. Les attaques russes et britanniques avaient pour objectif de soulager une partie de la pression exercée sur les Français à Verdun. L'offensive Broussilov, par l'ampleur des pertes constatées, constitue la bataille la plus meurtrière de la Première Guerre mondiale, tous fronts confondus.

## Contexte

### Le commandement germano-austro-hongrois
Depuis la fin de l'année 1915, l'imbrication croissante des unités allemandes et austro-hongroises crée les conditions d'un commandement centralisé des empires centraux à l'échelle de la totalité du front.
Ainsi, la Double monarchie fournit la majorité des troupes déployées en Galicie, mais ces unités sont placées sous un commandement conjoint. La réalité du commandement est assurée par l'Allemand Alexander von Linsingen, assisté d'un état-major composé d'Allemands et d'Austro-Hongrois, ce qui occasionne des tensions, les Allemands reprochant aux officiers de la double monarchie leur amateurisme, tandis que les Austro-Hongrois se plaignent du mépris des Allemands à leur égard.
Au début de l'été 1916, le commandement austro-hongrois affirme, par la voix du chef d'état-major Franz Conrad von Hötzendorf, ne pas croire à la possibilité d'une attaque russe, à la suite des nombreuses pertes subies, la rendant inapte à toute action offensive jusqu'au moment de l'offensive austro-allemande.

### La Russie et l'Entente au début de l'année 1916
Après les échecs essuyés par l'Entente en 1915, les Alliés décident, au mois de décembre, lors de la conférence de Chantilly, de lancer des offensives conjointes sur l'ensemble des fronts, afin de rendre plus difficile pour les puissances centrales le transfert d'unités d'un front à l'autre.
Durant le mois de mars 1916, l'offensive russe du lac Narotch contre les Allemands, aux confins de la Lituanie et de la Biélorussie, est un échec. L'armée russe, encore mal remise de la Grande Retraite de 1915 en Pologne, est obligée d'attendre l'été avant d'attaquer. Elle bénéficie cependant d'un effort de réarmement intensif : la production russe d'obus est multipliée par 8 par rapport à 1914, à quoi s'ajoutent les livraisons des pays de l'Entente arrivant par le Transsibérien. Les artilleurs russes, formés et équipés par la France, ont considérablement amélioré leurs techniques de bombardement terrestre.
Les Italiens comme les Français, confrontés aux attaques majeures des empires centraux dans le Trentin et à Verdun, demandent à la Russie d'accélérer son offensive afin de soulager leurs fronts menacés. Jusqu'à la fin du printemps 1916, une guerre d'escarmouches se déroule le long du front de l'Est, les deux adversaires ayant fortifié leurs lignes respectives.

## Préparation

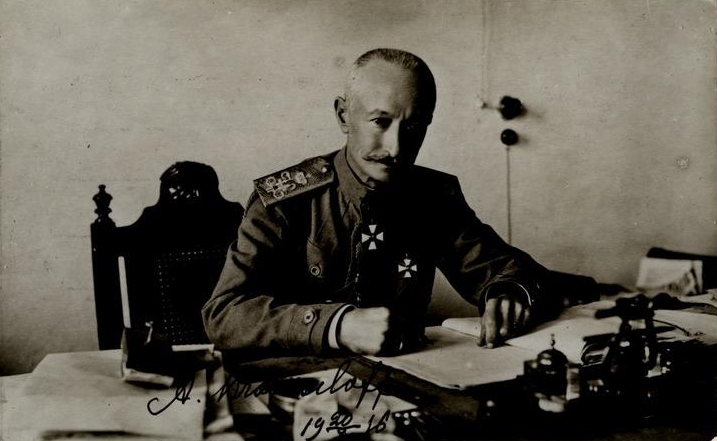
Alexeï Broussilov en 1916.

### Planification
Le plan russe du chef d'état-major général Mikhail Alekseïev prévoyait initialement une offensive principale du Front du Nord-Ouest contre les Allemands dans le secteur de Vilnius. L'offensive du Front du Sud-Ouest contre les Austro-Hongrois devait être une simple diversion. 
En dépit des projets russes, l'offensive russe de l'été 1916 s'inscrit dans le cadre d'une planification interalliée complexe visant à mener des offensives simultanées sur l'ensemble des fronts, en France, en Italie et dans les Balkans. 
De plus, Broussilov choisit de lancer quatre attaques simultanées, destinées à empêcher le redéploiement des unités allemandes et austro-hongroises, promises à être débordées par ces attaques.

### Décision
Lors du conseil de guerre de Mogilev du 1er avril 1916, Nicolas II prend la décision de lancer de vastes offensives contre les fronts allemands et austro-hongrois. Une directive du 24 avril formalise cette conclusion en ordonnant une offensive sur trois fronts, mais érigeant le front nord comme le principal outil de la percée russe, la reprise de Vilno devant constituer l'objectif principal. 
L'offensive en Pologne et en Bukovine ne constitue alors qu'une attaque de diversion, mais les succès austro-hongrois face aux Italiens incitent les Italiens à presser leurs alliés à lancer des offensives pour soulager leur front en déconfiture. 
Ainsi, le 11 mai 1916, le chef d'état-major de l'armée russe demande de lancer l'offensive le plus tôt possible ; Broussilov lui fait alors savoir la date de déclenchement de l'offensive

### Concentration des troupes
Cependant, dans un contexte marqué par le déploiement des troupes austro-hongroises contre l'Italie, au détriment du front de l'Est et par des relations exécrables entre les généraux allemands et austro-hongrois, Alekseïev se laisse convaincre de concentrer face aux unités austro-hongroises quatre armées, confiées à Alexeï Broussilov, le vainqueur de Lemberg, chargé de la direction des opérations.
Les forces russes mettent en ligne 132 000 soldats de plus que les troupes austro-hongroises qui leur font face ; cette concentration est cependant illusoire, les Russes ne parvenant à obtenir de supériorité écrasante nulle part ; en outre ils disposent d'un nombre de pièces d'artillerie inférieur à celui mis en ligne par les Austro-Allemands. En dépit de cette infériorité globale, les généraux russes parviennent à obtenir une supériorité dans les secteurs de percée, les planificateurs russes mettant en ligne un effectif en hommes double de celui des Austro-allemands et une masse d'artillerie supérieure à celle déployée face à eux.
Enfin, pour la première fois, les états-majors russes intègrent les services sanitaires dans la phase de concentration des troupes destinées à prendre part à l'offensive : 400 véhicules de transports, dont la moitié motorisée, sont déployés pour l'évacuation des blessés, afin de soigner les 58 000 blessés potentiels, attendus dans la phase de rupture du front.
Le déploiement russe ne passe pas inaperçu des services de renseignements de la double monarchie, informés des intentions russes dès les premiers redéploiements d'unités ennemies contre le front austro-hongrois. Ainsi, une solide ligne de défense est établie dans la profondeur du dispositif des puissances centrales, organisée en trois échelons, structurée autour de solides points d'appui, reliés par des tranchées, défendues par de multiples plans de tir ; aux yeux de leurs concepteurs, ces lignes de défenses sont conçues pour être absolument imprenables par les armées russes.

## Déroulement

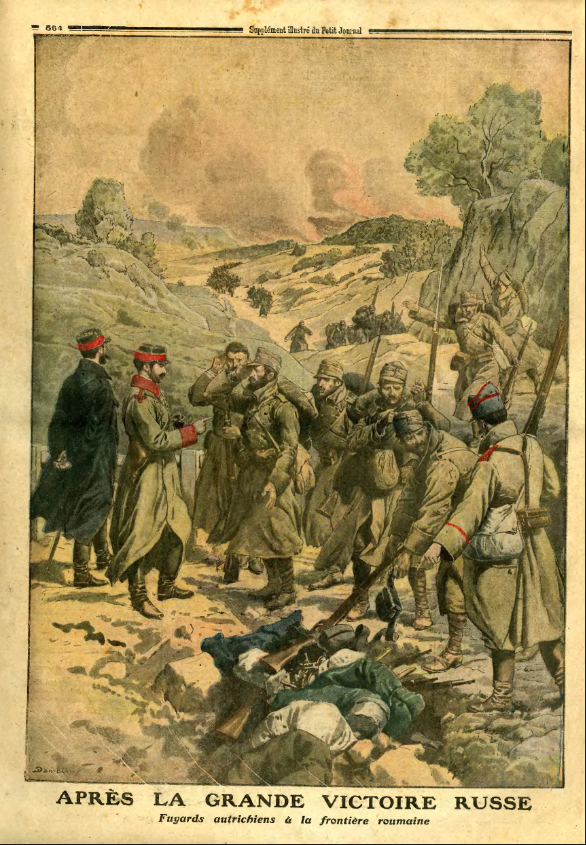
Fuyards autrichiens à la frontière roumaine. Le Petit Journal, 2 juin 1916.

Lancée le 4 juin contre le front autrichien, long de 300 km et composé d'unités disparates germano-austro-hongroises, l'offensive, conçue au départ comme une action de dégagement, destinée à soulager le front italien, se transforme rapidement en gigantesque opération de rupture contre le front autrichien, menaçant la cohésion de l'ensemble du front germano-austro-hongrois.

### Première phase de l'offensive: la rupture
Broussilov mène ses préparatifs avec un professionnalisme inhabituel dans le haut commandement russe de cette période. Il dispose de près d'un million d'hommes et 2 000 canons ; il prévoit un large usage de l'artillerie mais aussi des gaz de combat, déjà employés par les Allemands contre l'armée russe en 1915. Il recourt largement à la photographie aérienne et, en maintenant l'ensemble de ses unités en activité, il parvient à dissimuler aux Austro-Allemands la direction de l'attaque principale. Enfin, la percée envisagée par Broussilov s'appuie sur une nouvelle façon de combattre pour l'armée russe : les officiers ne lancent plus de vagues d'assaut, mais la percée est obtenue par des troupes de choc déployées après l'importante préparation d'artillerie afin de réduire les points de résistance ennemis. 
Il prévoit d'avancer sur un large front de 300 km. Cependant, l'effort de son offensive se concentre sur un front de 150 km, de Tarnopol à Loutsk. 
L'opération débute par un bombardement de près de 2 000 pièces d'artillerie russes, cependant limité par les stocks d'obus. Cette préparation d'artillerie, s'étalant sur deux jours, entre le 2 et le 4 juin 1916, désorganise la solide ligne de défense austro-allemande, neutralisant l'artillerie de forteresse positionnée à l'intérieur des points d'appui. 
Le commandement austro-hongrois compte sur ses solides lignes de défense, une triple ligne d'ouvrages en terre renforcée par des bunkers en béton, appuyée sur la rivière Styr. Le chef d'état-major général Conrad ne croit pas les Russes en état de mener une offensive en profondeur. Le soir du 4 juin, il fête au château de la chasse (pl) à Teschen l'anniversaire du Feld-maréchal Frédéric de Teschen, un cousin de François-Joseph, et refuse d'interrompre les festivités. L'archiduc Joseph-Ferdinand, chef de la 4e armée, n'est pas plus rapide à réagir : des récits d'époque le décrivent comme un personnage futile, passant son temps à chasser, consacrant du temps à se promener en barque et à participer à des bals.
Les premiers résultats de la percée russe confirment les espoirs placés dans l'attaque. Ainsi, dès le premier jour, treize percées sont opérées dans le dispositif austro-hongrois, créant de larges brèches dans la profondeur du dispositif austro-hongrois, faisant 41 000 prisonniers.
Le front de Galicie s'effondre alors face à la violence du choc infligé par les Russes. Les 3e et 8e armées russes ont pour ordre d'attaquer la 4e armée austro-hongroise par le sud des marais du Pripet. Plus au sud, les 7e et 9e armées russes sont dirigées contre la 7e armée austro-hongroise, rapidement mise en déroute. En 3 jours, les Russes traversent les trois lignes de défense et font 200 000 prisonniers. Le 5 juin, la 4e armée est écrasée et ne dispose plus de moyens d'action : les destructions causées par l'artillerie russe interdisent tout tir de contre-batterie, les lignes téléphoniques sont inutilisables. Des milliers d'hommes, surtout tchèques et ruthènes, s'enfuient dans les bois ou sont faits prisonniers ,. 
Les menaces sur les communications des armées des puissances centrales obligent les austro-allemands à déployer sur place quatre divisions prises sur le front italien et sur le front occidental ; ces redéploiements, décidés dans l'urgence, ne parviennent pas à stopper l'avance russe.

### Deuxième phase: l'exploitation

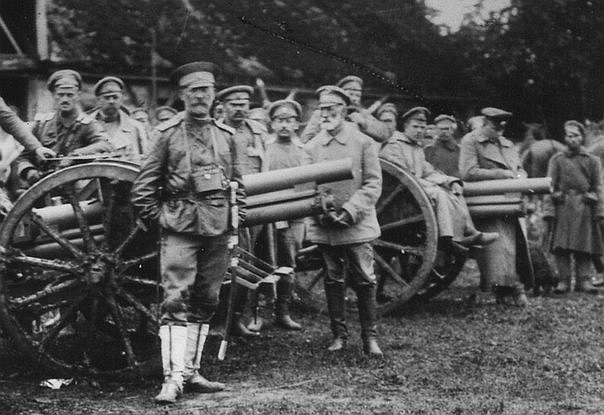
Canons capturés par les troupes russes pendant l'offensive.

La rupture du front austro-hongrois obtenue à partir du 6 juin, Broussilov, surpris par l'ampleur de la rupture obtenue, engage ses réserves, afin de lancer ses unités dans la brèche qu'une contre-offensive allemande, lancée dans la région de Kovel avec des unités rappelées du front de l'Ouest, échoue à enrayer.
Renforcé par l'apport d'unités allemandes et ottomanes, le front de Galicie est cependant débordé au cours d'une attaque lancée à partir du 28 juillet, menaçant l'ensemble du front austro-hongrois, Conrad tentant à plusieurs reprises de ralentir l'avance russe avec les seules unités austro-hongroises, rameutées d'Italie, sans succès. En effet, au terme d'une intense préparation d'artillerie, une nouvelle percée est obtenue, obligeant les puissances centrales à transférer en Galicie la totalité des réserves des puissances centrales, y compris des corps d'armée ottomans. 
Cependant, Broussilov multiplie les attaques vers Kovel, centre des communications et de l'approvisionnement de l'armée allemande. Le terrain difficile et l'étroitesse du front l'empêchent d'utiliser sa supériorité en cavalerie et il ne peut empêcher le déploiement des renforts allemands. Il prélève en direction de Kovel une part croissante des réserves en hommes et en matériel, malgré les protestations de son supérieur Mikhail Alekseïev, et compromet ainsi la réussite des autres offensives, notamment celle de la 9e armée russe en Bucovine face aux Austro-Hongrois.
Les unités austro-hongroises, renforcées par le XVe corps ottoman, parviennent à s'accrocher sur les contreforts de Carpates, appuyées sur les fortifications mises en place pendant la bataille des Carpates au cours de l'hiver 1914-1915 et par une aviation supérieure, gênant les reconnaissances aériennes russes.

## Conséquences

### Révisions stratégiques pour les empires centraux

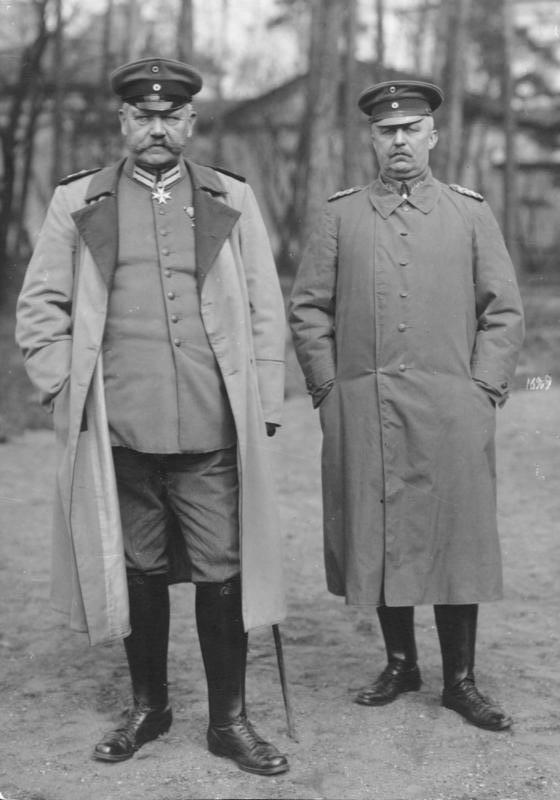
Paul von Hindenburg et Erich Ludendorff deviennent, à l'issue de l'offensive, les principaux stratèges des empires centraux.

Les puissances centrales se montrent d'abord désemparées devant le succès de l'offensive russe qui modifie les rapports entre l'Allemagne et son allié austro-hongrois. En effet, le succès russe entraîne tout d'abord un changement dans le commandement militaire des puissances centrales, Erich von Falkenhayn étant remplacé par Paul von Hindenburg et Erich Ludendorff à la tête du Haut État-Major allemand, à la demande expresse du chancelier du Reich, Bethmann-Hollweg, qui a manigancé le départ de Falkenhayn.
Dans la double monarchie, la structure du haut-commandement, affolée par l'ampleur des succès russes, est fragilisée. Le 6 juin, sur l'insistance du général allemand Alexander von Linsingen, l'archiduc Joseph-Ferdinand est relevé de son commandement : c'est la première fois qu'un archiduc est ainsi limogé en pleine bataille,,. De plus, les responsables du haut-commandement de la double monarchie envisagent pendant quelques jours de replier vers l'Ouest le haut-commandement établi à Teschen. Le prestige de Conrad est remis en cause auprès de l'empereur. Son mode de vie ostentatoire à Teschen est critiqué et on estime qu'il a perdu le contact avec la troupe. Même Gyula Andrássy le Jeune, chef de l'opposition hongroise, accueille avec joie la mise sous tutelle de Conrad et la nomination, le 27 juillet, de Hindenburg comme chef suprême du front de l'Est. Conrad, maintenu à son poste, apparaît fragilisé par les défaites.
La demande pressante de renforts allemands aboutit au renforcement de l'influence du Haut État-Major allemand. La gestion du front de l'Est est ainsi confiée au commandement allemand ; de grandes unités austro-hongroises sont subordonnées aux Allemands, le commandant austro-hongrois étant le plus souvent confiné à un rôle décoratif,. Des officiers, sous-officiers, batteries d'artillerie et compagnies de mitrailleurs allemands sont insérés dans les unités austro-hongroises pour renforcer leur capacité combative.
Autre conséquence de la débâcle austro-hongroise, le chancelier allemand Bethman Hollweg tente d'évincer davantage encore la double monarchie des affaires de la Pologne occupée, l'Allemagne renforçant chaque jour davantage son étreinte sur cette région. Le but du gouvernement de Berlin est de favoriser la création d'un État polonais fortement lié à l'Allemagne, capable notamment de lever des troupes pour renforcer les armées allemandes et austro-hongroises, mais cette politique se heurte aux sentiments germanophobes de la population et des responsables polonais : alors que le Haut État-Major espérait lever 15 divisions polonaises, il ne trouve que 4 700 volontaires.
Enfin, l'ampleur des pertes en hommes et en matériel des puissances centrales durant l'offensive russe fait définitivement basculer l'initiative stratégique au profit des Alliés, obligeant le Reich et ses alliés à transférer leurs réserves stratégiques sur le seul front oriental ; 34 divisions sont ainsi redéployées face aux forces russes.

### Réussite mal exploitée pour l'Entente
Le succès rencontré par la Russie dans cette offensive entraîne des conséquences militaires à l'échelle du continent. Elle entraîne l'arrêt d'une offensive austro-hongroise en Italie, tout en permettant au commandement italien de lancer sa contre-offensive de l'Isonzo sur des unités austro-hongroises, affaiblies par de vastes transferts en direction de la Galicie menacée,. Cette offensive réussit à percer le front austro-hongrois, mais échoue dans la phase d'exploitation à obtenir la rupture recherchée. Cet échec de l'exploitation pousse les militaires allemands, une fois l'offensive maîtrisée, à qualifier cette opération de « large reconnaissance sans concentration des coups utiles ».
Sur le front de l'Est, la Bucovine autrichienne est reconquise par les Russes, et les Carpates septentrionales menacées. 
Mais l'armée russe, épuisée par de lourdes pertes, n'est pas en mesure d'exploiter son succès initial ; de plus, la relève des unités combattantes n'est pas menée de façon efficace, remettant en cause l'exploitation des succès obtenus. En raison de l'incapacité des unités russes à percer les lignes austro-allemandes au terme du choc initial, la démoralisation commence à gagner les troupes, dans un contexte marqué par la hausse du mécontentement en Russie.   
L'entrée de la Roumanie dans le conflit, le 27 août 1916, est trop tardive et trop mal coordonnée avec les opérations de l'état-major russe pour que celui-ci puisse en tirer profit : au contraire, il doit redéployer ses réserves vers le sud pour éviter l'effondrement de la Roumanie face à l'offensive austro-allemande. 
Enfin, en Galicie réoccupée, une nouvelle politique est mise en œuvre, visant à rallier les populations locales au panslavisme, en renvoyant à la fin du conflit la question du devenir des territoires reconquis lors de l'offensive ; ainsi, Alexeï Broussilov exige la nomination d'administrateurs compétents, acceptant de limiter leur action à la gestion quotidienne des territoires occupés.

### Pertes
Au cours de cette campagne, Alexeï Broussilov affirme que ses troupes ont fait 378 000 prisonniers allemands et austro-hongrois, auxquels s'ajoutent un nombre comparable de tués. De plus, les Russes affirment s'être emparés de 400 pièces d'artillerie, 1 300 canons et avoir conquis (ou reconquis) 38 000 km2 de territoires.
En effet, les puissances centrales déplorent la perte d'un million et demi de soldats, 300 000 tués lors de l'assaut ou des suites de leurs blessures, 500 000 prisonniers et 700 000 disparus ; les Austro-hongrois déplorent à eux seuls la perte de 616 000 tués, blessés ou disparus et 327 000 prisonniers. L'ampleur de ces pertes remet en cause la capacité de la double monarchie à disposer d'une armée opérationnelle pour continuer à peser sur le conflit. 
Les pertes définitives russes s'élèvent à 550 000 hommes, mais le nombre de soldats mis temporairement ou définitivement hors de combat s'élèvent à plus d'un million. La plupart de ces soldats étaient très fidèles au tsar Nicolas II, mais ceux qui les remplacent se montrent moins enclins à le soutenir. Dès la fin de 1916, la propagande révolutionnaire se répand dans l'armée qui perd de plus en plus sa capacité combative. L'ampleur des pertes russes interdit, en dépit du succès, la poursuite ou la reprise de l'offensive contre les puissances centrales.
L'ampleur des pertes austro-hongroises entraîne une crise des effectifs pour l'armée commune ; la faiblesse des capacités de renouvellement des unités au sein de la double monarchie oblige l'AOK à rechercher d'autres modalités de sélection des hommes envoyés sur le front, notamment en prélevant des effectifs dans les armées territoriales autrichienne, hongroise et croate. Cette nécessité dégrade davantage encore les relations entre les deux parties de la double monarchie, les responsables politiques autrichiens et hongrois s'accusant mutuellement de vouloir faire porter le poids de la guerre sur l'autre.

## Ordre de bataille

### Forces des empires centraux
Armée impériale allemande — chef d'État-Major général : Erich von Falkenhayn (jusqu'au 29 août 1916) puis Paul von Hindenburg
Armée impériale et royale austro-hongroise — chef d'État-Major général : Franz Conrad von Hötzendorf
- 4e armée austro-hongroise — Joseph-Ferdinand de Habsbourg-Toscane (jusqu'au 7 juin 1916) puis Karl Tersztyánszky von Nádas
- 3e armée austro-hongroise — Hermann Kövess
- 7e armée austro-hongroise — Karl von Pflanzer-Baltin (jusqu'au 8 septembre 1916) puis Karl von Kirchbach auf Lauterbach
  - Corps des Carpates allemand (à partir du 21 juillet 1916) — Richard von Conta
- XVe corps ottoman — Yakub Chevki Pacha
- Armée du Sud allemande et austro-hongroise — Alexander von Linsingen (jusqu'au 8 juillet 1915) puis Felix von Bothmer

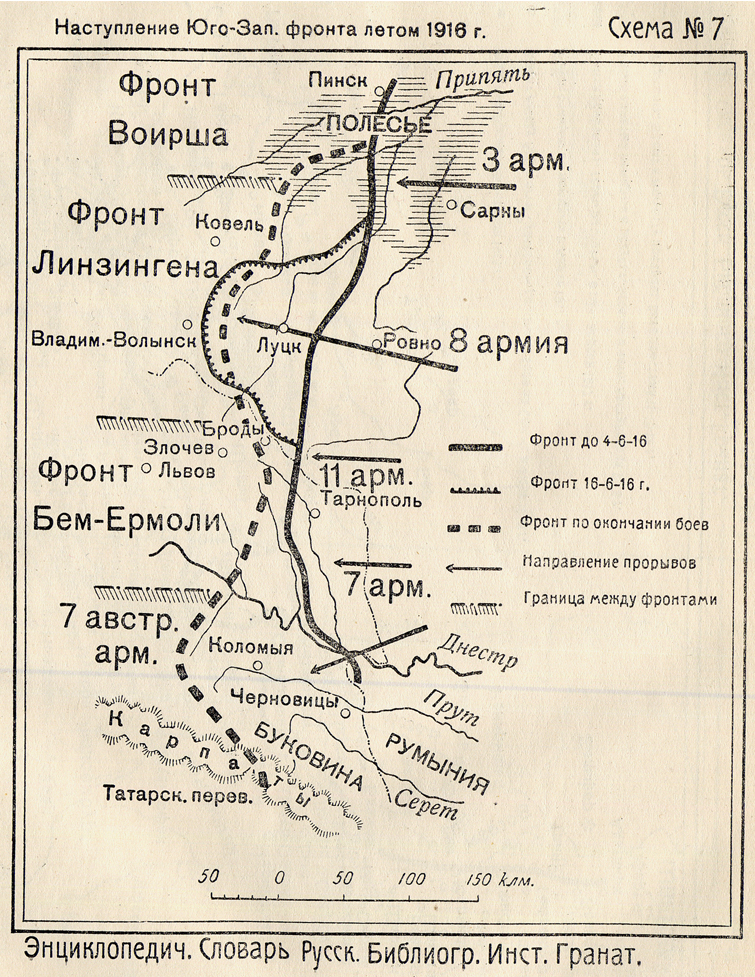
Offensive Broussilov, 1916, carte russe. Granat Encyclopedic Dictionary.

### Forces russes
Armée impériale russe – chef d'État-Major général : Mikhail Alekseïev
Front Ouest — Alexeï Evert
- 3e armée russe — Leonid Lech (en)

Front Sud-Ouest – Alexeï Broussilov
- 8e armée russe — Alexeï Kaledine
- 11e armée russe — Vladimir Sakharov
- 7e armée russe - Dmitri Chtcherbatchiov
- 9e armée russe — Platon Letchitski